# Odirlei de Souza Gaspar
Odirlei de Souza Gaspar (Itatiba, 18 mei 1981) is een Braziliaans voormalig voetballer die hoofdzakelijk centraal in de aanval speelde. 
De club die Gaspar tijdens zijn profcarrière het langst diende, was FC Vaduz in Liechtenstein. Hier werd hij in het seizoen 2007/2008 met 31 treffers topscorer in de competitie. Dat jaar werd hij ook als eerste niet-Liechtensteiner uitgeroepen tot Liechtensteins voetballer van het jaar.

## Carrière
- ?-2001 : AC Malcantone
- 2001-2002 : FC Lugano
- 2002-2003 : 1. FC Nürnberg II
- 2003-2005: FC Lugano
- 2005-2009: FC Vaduz
- 2009-2011: AC Bellinzona
  - 2010 : → FC Lausanne-Sport
  - 2010-2011 : → FC Chiasso
- 2011-2012: FC Chiasso
- 2012-2013: FC Wohlen